# Liaison à quatre centres et deux électrons
Une liaison à quatre centres et deux électrons, abrégée en liaison 4c-2e, est une liaison chimique dans laquelle quatre atomes se partagent deux électrons pour former une liaison d'ordre 1⁄2, ce qui est inhabituel car les liaisons chimiques sont d'ordinaire constituées de deux électrons partagés entre deux atomes (liaisons 2c-2e). On suppose l'existence de ce type de liaison dans certains agrégats atomiques, ou clusters.
L'anion borane B6H7−, par exemple, est un agrégat octaédrique B6H62− auquel un proton est lié aux trois atomes de bore de l'une des faces. L'octaèdre est distordu pour former un rhomboïde BBBH matérialisant la liaison 4c-2e. Ce type de liaison sous forme d'anneau rhomboédrique en déficit d'électrons est un domaine de recherche relativement nouveau, qui prend place parmi les liaisons 3c-2e et les liaisons 3c-4e.
Le dication adamantane est un exemple de composé organique présentant une liaison à quatre centres et deux électrons. Cette liaison relie les quatre atomes pontants dans une géométrie tétraédrique. Autre exemple, le tétracyanoéthylène C2(CN)4 forme un dimère dianionique dans lequel les deux alcènes sont unis face-à-face par une liaison 4c-2e rectangulaire. Plusieurs sels solides de ce dianion ont été étudiés pour déterminer l'énergie de ses liaisons et les détails ses vibrations par spectroscopie Raman.

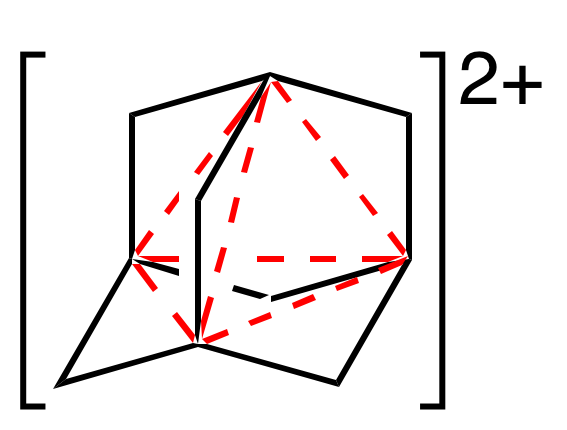
Délocalisation des électrons dans le dication adamantane.
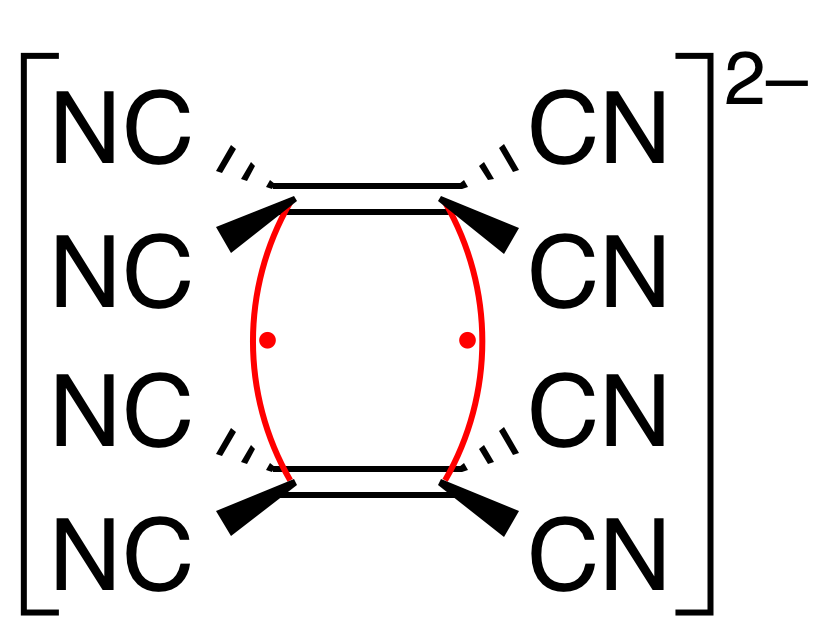
Liaison 4c-2e du tétracyanoéthylène.